# ذى النمر (الشعر)

تعديل مصدري - تعديل

ذى النمر هي إحدى قرى عزلة مقنع بمديرية الشعر التابعة لمحافظة إب، بلغ تعداد سكانها 478 نسمة حسب تعداد اليمن لعام 2004.